# Operació Tempesta-333
L'Operació Tempesta-333 (en rus: Операция Шторм-333) va ser el nom en clau de l'operació de tropes especials de la Unió de Repúbliques Socialistes Soviètiques (URSS) que el 27 de desembre de 1979 va matar el dictador afganès Hafizullah Amín i a 800 guàrdies d'elit al palau Tajbeg, a 16 km de Kabul.

## El palau Tajbeg
Tajbeg és un palau construït el 1920, a uns 16 quilòmetres del centre de Kabul. La mansió es troba sobre una lloma entre pujols coberts de neu durant l'hivern, on la família reial afganesa anava de caça i acampava. Construït per arquitectes europeus durant l'època del rei Amanullah, aquest palau va ser també la llar de la reina.

## Context polític
Hafizullah Amín fou un dirigent del Partit Democràtic Popular de l'Afganistan i funcionari del govern del president Nur Mohammad Taraki des del triomf de la Revolució de Saur de 1978. No obstant això, el setembre de 1979, Amín va dirigir una sagnant repressió tant cap a elements hostils com neutrals del propi Partit, després va ordenar eliminar Taraki i va convertir al règim en una dictadura personal.
El KGB va revelar que Amín comptava amb suport del Pakistan i de la CIA estatunidenca. Els soviètics van descobrir que el pla de la CIA era col·locar míssils Pershing a l'Afganistan per a pressionar l'URSS, a més de lliurar al Pakistan els dipòsits d'urani afganesos per a emprar-los en el desenvolupament d'armes nuclears, com a compensació per la seva ajuda. És per aquesta raó que el Consell Revolucionari Afganès va demanar a la Unió Soviètica l'enviament de l'Spetsnaz per a l'eliminació d'Amín.

## L'operació

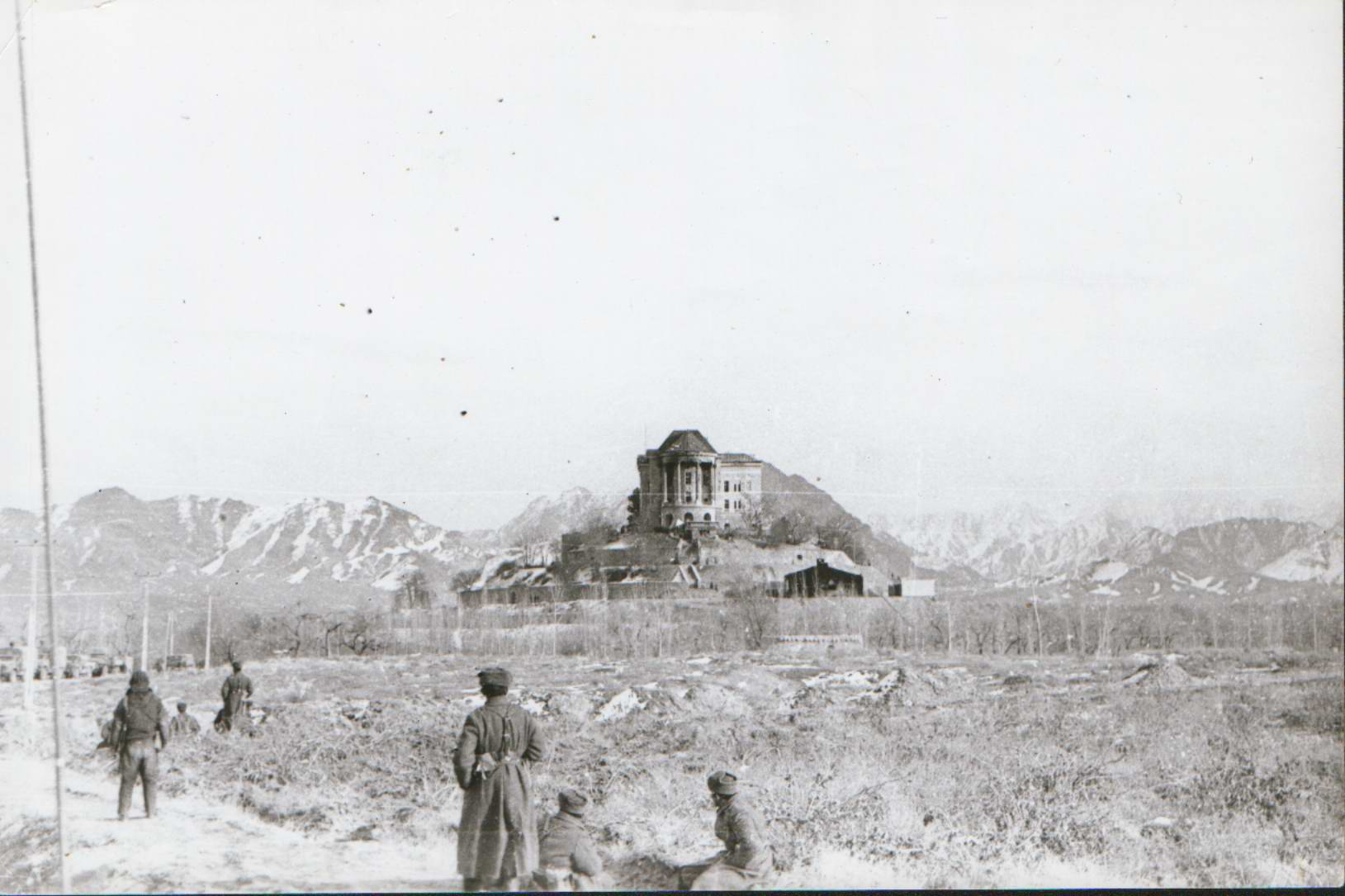
Fotografia del Palau Tajbeg realitzada per un oficial soviètic després de l'operació

L'operació va ser duta a terme per 24 soldats de la unitat Гром («Tro») del Grup Alfa i 30 soldats d'un altre grup especial del KGB: Зенит («Zenit»). També van participar 87 soldats de la Companyia Aerotransportada i 520 homes del 154è Batalló Especial de l'Spetsnaz del Ministeri de Defensa de la Unió Soviètics. Aquesta divisió s'anomenava el «batalló musulmà» perquè estava formada exclusivament per soldats de les repúbliques meridionals de l'URSS.

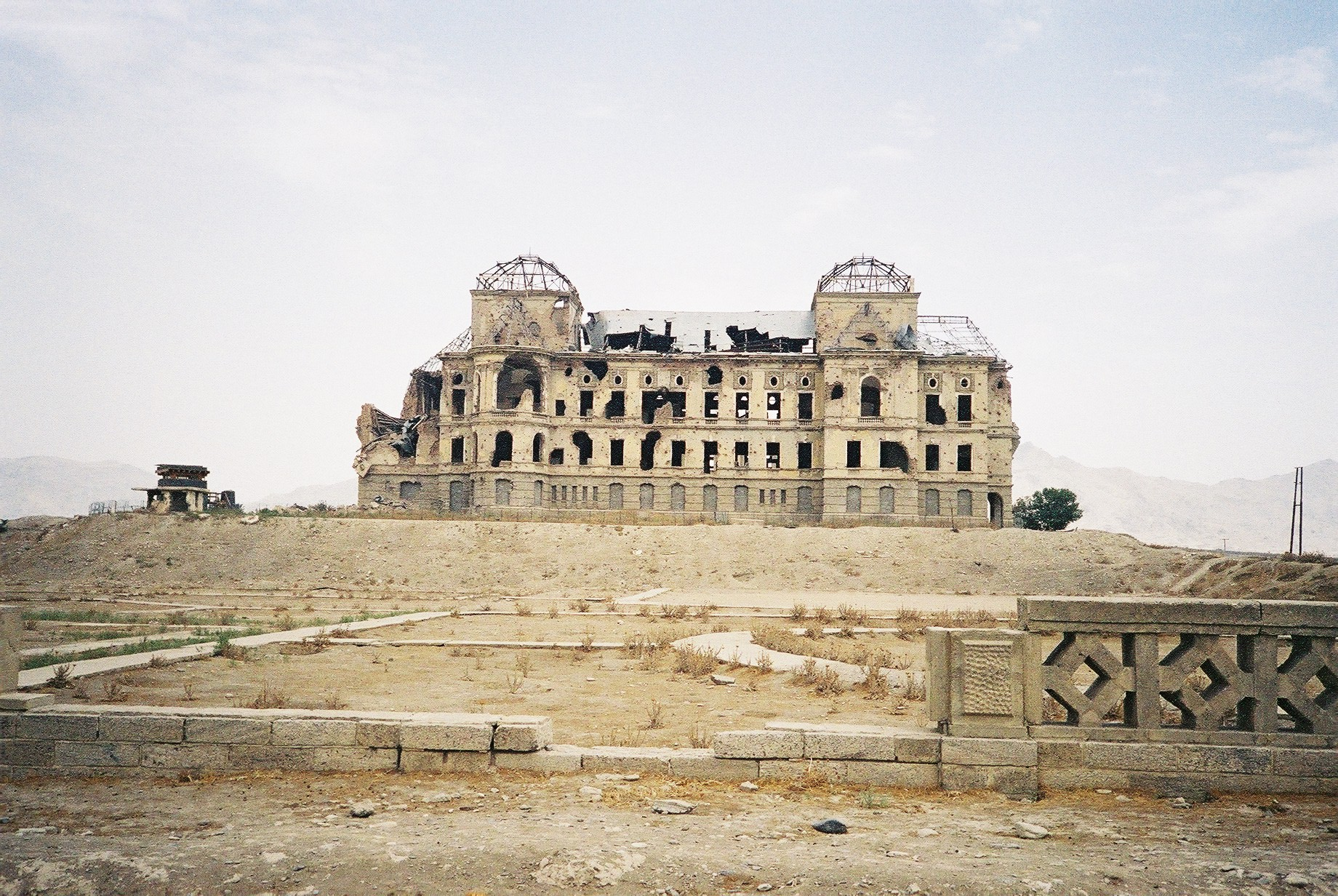
Palau Darul Amal

Durant l'operació, els membres de les forces especials soviètiques anaven vestits amb els uniformes afganesos sense insígnies i identificats per bandes blanques als braços. El Grup Alfa va perdre dos homes, el Grup Zenit en va perdre tres, la Companyia Aerotransportada va perdre'n nou i el batalló musulmà en va perdre cinc. Més de 50 soldats van ser ferits en total. Accidentalment van morir un fill d'Amín (per l'explosió d'una granada de mà), un metge soviètic que treballava per al president afganès i l'esposa d'un ministre afganès (pel foc creuat). Van ser presos altres edificis del govern, com l'edifici del Ministeri de l'Interior, l'edifici de la Seguretat Interna i el Palau Darul Aman. Els veterans del Grup Alfa afirmen que aquesta operació va ser una de les millors en la història del grup. Durant la Guerra afganosovitica, el palau Tajbeg va servir com a base del 40è Exèrcit soviètic.